# Microlestes poeyi
Microlestes poeyi is een keversoort uit de familie van de loopkevers (Carabidae). De wetenschappelijke naam van de soort is voor het eerst geldig gepubliceerd in 1857 door Jacquelin Du Val.